# Apodomyzon brevicorne
Apodomyzon brevicorne is een eenoogkreeftjessoort uit de familie van de Spongiocnizontidae. De wetenschappelijke naam van de soort is voor het eerst geldig gepubliceerd in 1970 door Stock.